# Pålberget
Pålberget is een dorp binnen de Zweedse gemeente Piteå. Het is het jongste dorp binnen die gemeente. Het werd officieel gesticht in 1890 als gevolg van een landhervorming. Het maakte zich los van Böle. Het dorp heette eerst Nyböle (nieuw Böle). Toen in 1915 hier een station aan de spoorweg Piteå – Älvsbyn werd gebouwd, kreeg het zijn nieuwe naam. Het dorp ligt aan de voet van de Stormyrberget. De oudere bevolking heeft het nog steeds over het dorp Noybööle (plaatselijk Pite-dialect).
Bestuurscentrum: Piteå
Tätort: Bergsviken · Blåsmark · Böle · Hemmingsmark · Hortlax · Jävre · Lillpite · Norrfjärden · Roknäs · Rosvik · Sikfors · Sjulsmark · Svensbyn. 
Småort: Arnemark · Bertnäs · Bertnäs · Edet  · Grundvik · Holmträsk · Koler · Kopparnäs · Långträsk · Maran en Skatan · Näsudden en Berget · Nybyn · Ön · Pålberget · Pite havsbad · Storsund · Svedjan en Träsket · Liden · (Yttrefjärd östra strandbad)
Overig: Borgfors · Flötuträsk · Granträskmark · Gråträsk · Högsböle · Högsböleskiftet · (Infjärden) · Jävrebodarna · Klubbfors · Kvarnbäcken · Långnäs · Munksund · Pitsund · Sjulnäs